# سد، فاتا
سد (به انگلیسی: Sadda) یک منطقهٔ مسکونی در پاکستان است که در پاکستان واقع شده‌است. سد ۱٬۲۱۳ متر بالاتر از سطح دریا واقع شده‌است.